# ヴァディム・スハレフスキー
ヴァディム・オレゴヴィチ・スハレフスキー（ウクライナ語: Вадим Олегович Сухаревський、1984年10月06日 - ）はウクライナの軍人。ウクライナ英雄。

## 経歴
軍に入隊前はムカチェヴォ高校を卒業。2004年2月〜10月まで、第6独立機械化旅団隊員としてイラクの平和維持活動に参加。エルクートの戦いに参加した。
2009年、リヴァウ工科大学リヴィウ陸軍研究所を卒業し、「空挺部隊の戦闘応用と行動制御」を専攻した。

### ドンバス戦争
2014年4月13日、上級中尉であったスハレフスキーは第80独立空中強襲旅団の中隊長としてスラヴャンスクの戦いに参加した。この際、SBU指揮官であったゲンナディ・ビリチェンコ大尉が戦死したためスハレフスキーは、軍上層部の発砲禁止命令を無視してSBUと戦闘していたイーゴリ・ギルキンの部隊に発砲している。
2014年8月16日、彼はクラースネ近郊での戦闘で負傷した。
2014年〜2016年にかけてウクライナ国防大学校に在学した。
2016年より第36独立海軍歩兵旅団第1大隊長を務め、マリウポリ地区で任務を遂行した。
2017 年、第503海軍歩兵大隊長に任命された。
2020年6月、中佐に昇進。
2021年より、第35独立海軍歩兵旅団参謀長。

## ロシアによるウクライナ侵攻
2022年2月、第59独立自動車化歩兵旅団長に任命された。
2022年6月18日、ウクライナ英雄を授与された。当時の階級は大佐である。2022年10月、国防省によって最も影響力のあるウクライナ軍人25人の一人に選ばれた。
2024年2月10日、スハレフスキーは無人システムの運用を担当するウクライナ軍副司令官に任命された。また、2024年6月10日、ウクライナ無人システム部隊の司令官に任命された。
2024年6月、スハレフスキーは、クリミア付近の海域で無人航空機を運用するためのスターリンク衛星通信システムの代替手段が見つかったと報告した。
2025年6月3日、ウクライナ無人システム部隊司令官を解任され、東部作戦管区副司令官に就任した。